# Bains de boue de Pärnu
Les bains de boue de Pärnu (en estonien : Pärnu mudaravila) est un bâtiment néoclassique abritant un établissement de bain de boue à Pärnu en Estonie.

## Présentation
L'édifice d'architecture néo-classique a été achevé en 1838, lorsqu'il y avait des bains de mer et des saunas.
En 1915, cependant, le bâtiment a été détruit par un incendie.
1926–1927 En 2010, le bâtiment a été restauré selon le projet d'Olev Siinmaa, Erich von Wolffeldt et Aleksander Nürnberg. En 1929, l'aile gauche est construite sur la vasière, où se trouve le service de traitement de l'acide carbonique, et en 1935, l'aile droite, où se trouve le service de traitement des eaux. Après la restauration de l'indépendance de l'Estonie, le bâtiment est resté vide et inutilisé.

## Hôtel et bains de boue
Au printemps 2013, la rénovation de la villa a commencé conduite par les architectes Inga Raukas, Tarmo Teedumäe et Paco Ulman,.  
La conception intérieure a été réalisée par Vaikla Studio.
Mudaravila appartenait à AS Pärnu Mudaravila (supprimé du registre du commerce en 2005). 
En 2014, l'hôtel des bains de boue a été ouvert. Lors de la rénovation, la façade du bâtiment, les sculptures et les espaces intérieurs ont été rénovés, et des salles de soins, des piscines et des saunas y ont été construits. 
De plus, une extension a été construite sur le bâtiment abritant un hôtel quatre étoiles.

## Galerie

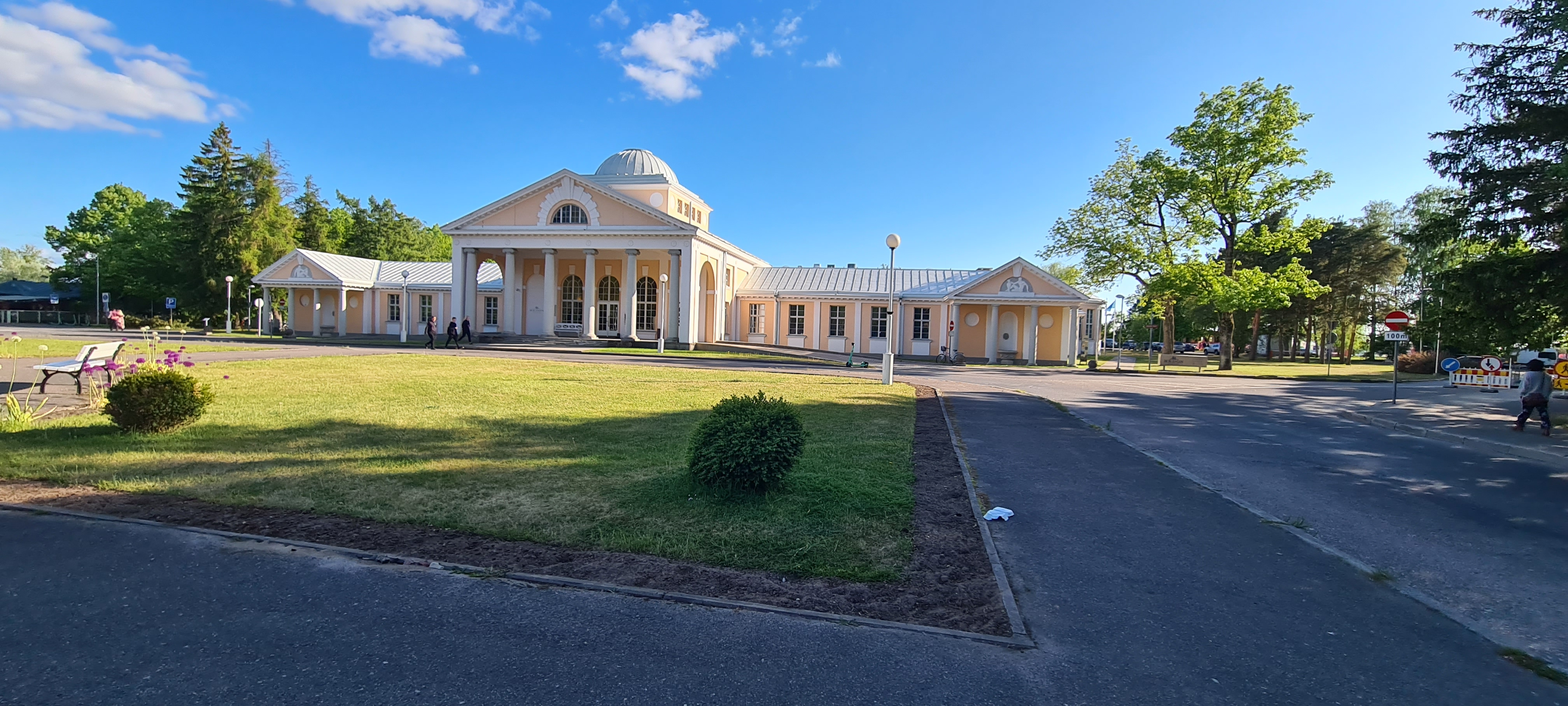
L'établissement en 2023.